# Ol'ha Stefanišyna
Ol'ha Vitaliïvna Stefanišyna (in ucraino Ольга Віталіївна Стефанішина?; Odessa, 29 ottobre 1985) è una politica ucraina.

## Biografia
Nata a Odessa, nella Repubblica Socialista Sovietica Ucraina, si è laureata nel 2008 presso l'Istituto di relazioni internazionali dell'Università nazionale Taras Ševčenko di Kiev in diritto internazionale e traduzione dell'inglese. Nel 2016 ha ricevuto un diploma di specialista in finanza e credito presso l'Università nazionale economica di Odessa.
Dopo una breve carriera come avvocato è stata assunta nel 2007 dal Ministero della giustizia dove ha lavorato in diverse posizioni legate ai processi per l'integrazione nell'Unione europea e nella NATO.
Alle elezioni parlamentari del 2019 ha tentato l'elezione alla Verchovna Rada col partito Strategia Ucraina di Groysman, non riuscendo tuttavia ad essere eletta. Successivamente è tornata ad esercitare l'attività di avvocato per conto dello studio legale Illjašev ta partnery.
Il 4 giugno 2020 è stata nominata Vice Primo ministro con deleghe all'integrazione europea ed euro-atlantica, andando a rimpiazzare l'ex Ministro degli affari esteri Vadym Prystajko. La sua nomina è stata approvata da 255 parlamentari. Nel 2021 il periodico ucraino Fokus l'ha classificata al 45º posto tra i 100 ucraini più influenti.

## Vita privata
Ol'ha Stefanišyna era sposata con un impiegato della polizia informatica, Mykhailo Stefanishyn, dal quale ha avuto due figli.